# 姜玲玲
姜玲玲（1986年5月20日—），中國女子跆拳道運動員，出生於遼寧丹東。

## 生涯
姜玲玲於2002年在武警體育工人隊參與跆拳道運動的訓練，教練是邢志傑。3年後，她晉身國家隊，盧秀棟為她的教練。同一年，她在十運會跆拳道項目的女子67公斤級小項，她代表前衛在銅牌賽中擊敗北京的羅微，取得一面銅牌。
翌年5月的全國錦標賽中，姜玲玲於女子67公斤級小項以3:0戰勝青海對手奪得冠軍。隨後8月的中國公開賽中，她再下一城，以4:2壓過南韓對手，贏得女子67公斤級小項的錦標。10月的全國冠軍賽中，她奪得第三個冠軍。而在年底的多哈亞運会，她在女子67公斤級小項摘下銅牌。
2009年9月，她於第十一屆全運會跆拳道女子67公斤級小項中取得一面銅牌。